# Nejka Repinc Zupančič
Jerneja „Nejka“ Repinc Zupančič (* 27. Oktober 2002) ist eine slowenische Skispringerin.

## Werdegang
Nejka Repinc Zupančič startete international zum ersten Mal am 9. und 10. Januar 2016 in Kranj im Alpencup, wo sie den 10. und den 17. Platz belegte. Daraufhin nahm sie regelmäßig an Wettbewerben des Alpencups teil und startete im Juli 2018 in Villach zum ersten Mal im FIS Cup, wo sie 26. und 37. wurde. Bis heute (Stand Februar 2020) konnte sie zwei Einzelwettbewerbe im Alpencup gewinnen, und zwar im August 2018 in Pöhla und Bischofsgrün.
Repinc Zupančič debütierte am 19. und 20. Januar 2019 in Planica im Continental Cup, wo sie den 32. und 18. Platz erreichte und damit im zweiten Wettbewerb direkt ihre ersten Continental-Cup-Punkte erlangte. Bei den Nordischen Junioren-Skiweltmeisterschaften 2021 im finnischen Lahti wurde sie im Einzelspringen 23. Im Mannschaftswettbewerb erreichte sie mit den Sloweninnen den Fünften Rang.
Nach weiteren Teilnahmen am Continental Cup erreichte sie bei den Wettbewerben in Brotterode am 8. und 9. Februar 2020 mit einem achten und einem dritten Platz ihre bis dahin besten Continental-Cup-Platzierungen sowie ihren ersten Podestplatz im Continental Cup. Bei den Nordischen Junioren-Skiweltmeisterschaften 2020 in Oberwiesenthal wurde sie im Einzelspringen 19. Im Mannschaftswettbewerb wurde sie mit Jerneja Brecl, Lara Logar und Katra Komar Vizeweltmeisterin.
Bei den Nordischen Junioren-Skiweltmeisterschaften 2021, die erneut in Lahti stattfanden, wurde sie im Einzelspringen 13. Im Mannschaftswettbewerb gewann sie mit Nika Prevc, Nika Vetrih und Jerneja Brecl die Bronzemedaille. Am 11. Dezember 2021 konnte sie im norwegischen Vikersund erstmals Continental-Cup-Springen für sich entscheiden. Bei den Nordischen Junioren-Skiweltmeisterschaften 2022 im polnischen Zakopane wurde sie im Einzelspringen Fünfte. Im Mannschaftswettbewerb wurde sie gemeinsam mit Taja Bodlaj, Lara Logar und Nika Prevc Juniorenweltmeisterin.

## Erfolge

### Continental-Cup-Siege im Einzel
| Nr. | Datum             | Ort       | Typ           |
| --- | ----------------- | --------- | ------------- |
| 01. | 11. Dezember 2021 | Vikersund | Normalschanze |

## Statistik

### Grand-Prix-Platzierungen
| Saison | Platz | Punkte |
| ------ | ----- | ------ |
| 2022   | 52.   | 006    |

### Intercontinentalcup-Platzierungen
| Saison  | Platz | Punkte |
| ------- | ----- | ------ |
| 2023/24 | 56.   | 023    |

### Continentalcup-Platzierungen
| Saison  | Platz | Punkte |
| ------- | ----- | ------ |
| 2018/19 | 46.   | 030    |
| 2019/20 | 34.   | 092    |
| 2020/21 | 03.   | 110    |
| 2021/22 | 07.   | 296    |
| 2022/23 | 16.   | 167    |